# 히토 슈타이얼
히토 슈타이얼(영어: Hito Steyerl, 1966년 1월 1일~)은 독일 뮌헨 출생의 무빙이미지 제작자, 수필가, 교육자이다. 베를린을 중심으로 활동하고 있으며, 2017년 아트 리뷰에서 선정한 세계 미술계에서 가장 영향력 있는 인물 1위로 선정되었다. 과거 베를린 예술 대학교에서 강의, 현재는 뮌헨 예술 대학교에서 미디어 아트를 강의하고 있다.

## 생애
히토 슈타이얼은 독일 뮌헨에서 1966년 1월 1일 출생했다. 뮌헨 영화학교, 일본영화대학을 졸업하고, 오스트리아 빈 미술학교에서 철학박사 학위를 취득했다. 현재 베를린 예술대학에서 뉴미디어 아트를 강의하고 있으며, 학교 외에도 작품, 저서, 강의 등 폭넓은 활동을 보이고 있다. 보아즈 레빈과 함께 대리 정치를 위한 연구 센터(Research Center for Proxy Politics)를 공동 설립했다. 대리정치 연구센터는 기계와 사물, 그리고 인간들의 본질을 탐색하고 성찰하는 것을 목표로 한다.

## 주요 개념
히토 슈타이얼의 작업과 저서에서 선보인 주요 개념은 '포스트 재현(Post-representation)', '포스트 진실(Post-truth)', '포스트 인터넷(Post-internet)' 등이 있다.

### 포스트 진실
포스트 진실은 정서적이고 개인적인 믿음에서의 호소가 객관적 사실보다 여론을 형성하는데 더 큰 영향을 미치는 상황을 가리킨다. 히토 슈타이얼은 용어가 정의되기 이전부터 단일하고 고정적이며 발견의 대상이 되는 진실 관념에 대한 회의와 진실의 다수성을 인식하고 적용해 왔다. 포스트- 재현 상황에서 디지털 이미지의 전 지구적인 생산과 순환이 다큐멘터리의 기록의 생산을 비가시적이고 이해하기 어렵게 하는데 영향을 미친다는 역설을 언급해왔으며, 이를 《진실의 색: 미술분야의 다큐멘터리즘》에서 다큐멘터리즘의 불확정성 원리라는 용어로 정의한다.

## 작품 목록

### 비디오 에세이
그녀는 여러 비디오 매체를 활용하여 물질의 이데올로기를 밝히고자 한다.
| 제작년도 | 제목                                                  | 원어 제목                                                    | 구성                                                         | 시간      |
| -------- | ----------------------------------------------------- | ------------------------------------------------------------ | ------------------------------------------------------------ | --------- |
| 1994     | 독일과 정체성                                         |                                                              |                                                              | 42분      |
| 1998     | 비어 있는 중심                                        |                                                              |                                                              | 62분      |
| 2004     | 11월                                                  | November                                                     | 싱글채널비디오                                               | 25분      |
| 2007     | 사랑스러운 안드레아                                   | Lovely Andrea                                                | 싱글채널비디오                                               | 29분 43초 |
| 2007     | 적색 경보                                             | Red Alert                                                    | 흰 벽에 흰색 프레임의 다홍색 3채널 컴퓨터 모니터             |           |
| 2008     | 적색 경보 2                                           | Red Alert 2                                                  | 애니메이션                                                   |           |
| 2009     |                                                       | After the Crash                                              |                                                              |           |
| 2010     |                                                       | In Free Fall                                                 |                                                              | 32분      |
| 2010     |                                                       | The War According to eBay                                    |                                                              |           |
| 2012     |                                                       | Adorno's Grey                                                |                                                              |           |
| 2013     | 보이지 않는 방법- 빌어먹게 유익하고 교육적인 MOV 파일 | How not to be seen. A fucking didactic educational MOV. file | HD비디오, 설치 구조물에 싱글채널                             | 15분 52초 |
| 2013     | 미술관은 전쟁터인가?                                  | Is the Museum a Battlefield?                                 | 2채널 비디오, 컬러, 스테레오 사운드                          | 39분 53초 |
| 2014     | 유동성 주식회사                                       | Liquidity, Inc                                               | HD 싱글채널 비디오, 설치 구조물, 컬러, 스테레오 사운드       | 30분      |
| 2015     | 태양의 공장                                           | Factory of the sun                                           | 대형 싱글 채널 비디오, 몰입형 비디오 설치물, 해변의자        | 23분      |
| 2019     | 파워 플랜트                                           | Power Plant                                                  | 설치 구조물, LED 판넬, 멀티 채널 루프 비디오, 무빙텍스트라인 |           |
| 2019     | 미션 완료 : 벨란시지                                  |                                                              |                                                              |           |
| 2019     |                                                       | drill                                                        |                                                              |           |
| 2020     | 소셜 심                                               | Social Sim                                                   |                                                              |           |
| 2020     | 가상 레오나르도의 잠수함                              | Virtual Leonardo’s Submarine                                 | 온라인 가상설치                                              |           |
| 2020     | 댄싱매니아                                            | Dancing Mania                                                | 온라인 XR                                                    |           |
| 2022     | 야성적 충동                                           | Animal Spirit                                                | 4채널 비디오 설치                                            |           |

11월(November), 2004
히토 슈타이얼의 친구이자 PKK의 여성지부단원으로서 살해당한 안드레아 볼프를 주인공으로 그녀의 세 가지 정체성에 대해 다룬 비디오이다.
사랑스러운 안드레아 (Lovely Andrea), 2007
히토 슈타이얼이 일본 유학시절 본디지 모델 아르바이트를 했다는 설정으로 그 당시의 사진을 찾아 나서는 페이크 다큐멘터리이다. 미디어상 사진 기록과 이미지가 어떻게 현실을 변형시키는지에 대한 은유로 이야기를 풀어낸다. 히토 슈타이얼은 인터뷰에서 "11월","사랑스러운 안드레아"는 기존의 에세이 다큐멘터리의 형식을 갖고 있지만, 이후 작업에서는 설치의 구성요소를 포함하려고 시도하고 있다고 밝혔다.
적색 경보(Red Alert), 2007
알렉산드르 롯첸코의 삼부작 '부드러운 패널(Smooth Panels)'(1921)을 오마주한 작업이다.
보이지 않는 방법- 빌어먹게 유익하고 교육적인 MOV 파일 (How not to be seen. A fucking didactic educational MOV. file), 2013
1. 카메라에서 무언가를 보이지 않게 하는 법
2. 잘 보이는 장소에서 보이지 않는 법
3. 그림이 되어 보이지 않게 되는 법
4. 사라져서 보이지 않는 법
5. 세계가 만든 그림에 병합되어 보이지 않는 방법
이라는 다섯개의 섹션에서 각각 사라지는 방법을 소개한다.
1969년에 방영된 몬티 파이튼의 비행 서커스에서 영감을 얻었다. 실제 세계와 디지털 게임 화면을 오가면서 교육용 비디오의 형식을 취하는데, 진실의 정치 속에 불확정적으로 남은 이미지, 왜곡되기 쉬운 이미지의 결손을 받아들이며, 원본이 무엇인지 모르게 되고 미디어의 속도 속에 유량하고 순환하는 이미지가 갖는 힘을 주장한다. 이를 개념화한 빈곤한 이미지(poor image)는 정치적으로 배제되고 전통적 주체의 자리를 거부하는 존재이자 정치사회적 흔적들을 매체적 특성 속에 관통하는 사물 이미지에 해당한다. 슈타이얼은 이러한 이미지에 참여하기를 제안하며 스펙타클 속에서 보이지 않는 위반적 존재들의 운동성을 추동한다.
태양의 공장(Factory of the sun), 2015
몰입형 비디오 설치물로 모션캡쳐 스튜디오에 설정된 가상의 비디오게임에 투입되는 작품이다. 플레이어의 노동조건과 그들의 동작이 삽입되는 지상주의자 메트릭스를 향한 나레이션에 의해 게임의 흐름이 이루어진다 . 이미지의 생산과 순환을 보여주는 작업이며, 2015년 '제 56회 베니스 비엔날레' 와 2016년 '제 11회 광주 비엔날레' 등에서 소개되었다.
미술관은 전쟁터인가? (Is the Museum a Battlefield?), 2013
미술관의 전시후원자가 무기 제조업자임을 이야기하며 역사적으로 미술관이 정치적, 경제적으로 지배를 위한 싸움이 벌어지는 장소라는 점을 드러낸다. 2018년 국립현대미술관 '역사를 몸으로 쓰다', 2019년 토탈미술관 'The wall and Other Stories'에서 소개되었다.
유동성 주식회사(Liquidity, Inc),2014
2014년 런던 현대미술학회(Institute of Contemporary Arts)에서 선보인 'Liquidity, Inc' 로 동시대 예술이 공동체를 대표하는 개념이 되었다고 강조한다. 부동산 사업이 도시공간을 재배치해 도시의 변화를 만들어내듯, 현대미술도 장소의 확산과 책임의 결여로 정의한다. 격투기, 기후 체계, 노동, 정보, 시장의 유동성을 혼합한 비디오는 전후 고도 경제 성장 이후의 추락을 보여준다. 2019년 토탈미술관 'The wall and Other Stories'에서 소개되었다.
Power Plant, 2019
'Power'라는 단어가 갖는 의미를 탐구하는 작업이다. 디지털 시대의 인공지능과 생태계, 인간의 정체성에 대한 질문을 던진다.
Social Sim, 2020
가상 레오나르도의 잠수함(Virtual Leonardo’s Submarine), 2020
2019 베니스 비엔날레에서 공개된 3부작의 가상설치버전이다. 레오나르오 다 빈치의 잠수함 설계와 이탈리아 정부가 일부 소유하고 있는 이탈리아 군수업체 레오나르오 핀메카니카 사이의 유사점을 그리고 있다.
댄싱 매니아 (Dancing Mania), 2020
XR로 제작된 사회 시뮬레이션이다. 경찰복을 입고 있는 사람들이 출처를 알 수 없는 병균에 감염되면, 영원히 춤을 추게된다. 관람자는 매개변수인 사회적 상호 작용, 에너지 소비의 예측, 사회운동, 자살률, 감염률을 조절할 수 있다.

### 에세이, 저서[18]
| 발표년도 | 제목                                               | 원어 제목                                                                            | 저널명             | 출판사   |
| -------- | -------------------------------------------------- | ------------------------------------------------------------------------------------ | ------------------ | -------- |
| 2001     | 문화와 범죄                                        | Culture and Crime                                                                    | Transversal 01/01  | eipcp    |
| 2003     | 진실의 색: 미술분야의 타큐멘터리즘                 | Documentarism as Politics of Truth                                                   | Transversal 10/03  | eipcp    |
| 2003     |                                                    | The Articulation of Protest                                                          | Transversal 03/03  | eipcp    |
| 2006     | 사물의 언어 : 다큐멘터리 실천에 대한 유물론적 관점 | The Language of Things                                                               | Transversal 06/06  | eipcp    |
| 2006     |                                                    | The Institution of Critique                                                          | Transversal 01/06  | eipcp    |
| 2007     | 감각의 제국                                        | The Empire of Senses: Police as art and the crisis of representation                 | Transversal        | eipcp    |
| 2008     |                                                    | Politics of the Archive                                                              | Transversal 06/08  | eipcp    |
| 2009     | 가난한 이미지를 위한 변호                          | In Defense of the Poor Image                                                         | e-flux Journal #10 | 이플럭스 |
| 2009     | 박물관은 공장인가?                                 | Is a Museaum a Factory?                                                              | e-flux Journal #7  | 이플럭스 |
| 2010     |                                                    | A Thing Like You and Me                                                              | e-flux Journal #15 | 이플럭스 |
| 2010     |                                                    | Politics of Art                                                                      | e-flux Journal #21 | 이플럭스 |
| 2011     | 자유 추락                                          | In Free Fall                                                                         | e-flux Journal #24 | 이플럭스 |
| 2012     |                                                    | Missing People:Entanglement, Superposition, and Exhumation as Sites of Indeterminacy | e-flux Journal #38 | 이플럭스 |
| 2012     | 스크린의 추방자들                                  |                                                                                      |                    |          |
| 2013     |                                                    | International Disco Latin                                                            | e-flux Journal #45 | 이플럭스 |
| 2014     |                                                    | Proxy Politics: Signal and Noise                                                     | e-flux Journal #60 | 이플럭스 |
| 2015     | 면세 미술 : 전 지구적 내전 시대의 미술             | Duty-Free Art                                                                        | e-flux Journal #63 | 이플럭스 |
| 2016     |                                                    | A Tank on a Pedestal: Museums in an Age of Planetary Civil War                       | e-flux Journal #70 | 이플럭스 |
| 2016     | 빵이 없다면 예술을 먹어라!                         | If You Don’t Have Bread, Eat Art!: Contemporary Art and Derivative Fascisms          | e-flux Journal #76 | 이플럭스 |

《스크린의 추방자들》 (2012)의 제목은 프란츠 파농의 《대지의 저주받은 사람들 The Wretched of the Earth》 의 오마주이다.

## 참여전시

### 비엔날레
2004 베를린 비엔날레 현대미술관
2004 매니페스타 5
2007 도큐멘타 12
2008 상하이 비엔날레
2010, 2016 제 9회, 11회 광주 비엔날레
2015 제 56회 베니스 비엔날레 독일관
2016 상 파울로 비엔날레
2016 베를린 비엔날레

### 주요전시
2012 시카고 아트 인스티튜트
2016 로스 엔젤리스 현대미술관
2015 스페인 레나 소피아 미술관
2022 «히토 슈타이얼-데이터의 바다»

## 수상
2010년 코펜하겐 국제 다큐멘터리 영화제에서 <자유 추락(Free Fall)>로 VISION Award 수상
2015년 EYE Prize
2016년 양현미술상
2019 Käthe Kollwitz Prize